# Nephodia cenagosa
Nephodia cenagosa är en fjärilsart som beskrevs av Paul Dognin 1893. Nephodia cenagosa ingår i släktet Nephodia och familjen mätare. Inga underarter finns listade i Catalogue of Life.